# Formación La Bocana Roja
La Formación La Bocana Roja es una formación geológica en Baja California, México, cuyos estratos se remontan al Cretácico Superior, específicamente alrededor del Cenomaniano al Turoniano. Entre los fósiles que se han recuperado de la formación se encuentran restos de dinosaurios. 

## Paleofauna de vertebrados
| Vertebrados reportados de la Formación La Bocana Roja | Vertebrados reportados de la Formación La Bocana Roja | Vertebrados reportados de la Formación La Bocana Roja | Vertebrados reportados de la Formación La Bocana Roja | Vertebrados reportados de la Formación La Bocana Roja | Vertebrados reportados de la Formación La Bocana Roja | Vertebrados reportados de la Formación La Bocana Roja |
| Género                                                | Especies                                              | Ubicación                                             | Miembro                                               | Material | Notas                                                 | Imágenes                                              |
| ----------------------------------------------------- | ----------------------------------------------------- | ----------------------------------------------------- | ----------------------------------------------------- | --- | ----------------------------------------------------- | ----------------------------------------------------- |
| Alexornis                                             | A. antecedentes                                       |                                                       |                                                       | "Elementos poscraneales". |                                                       |                                                       |
| Hadrosauridae                                         | Indeterminado                                         |                                                       |                                                       | "Fragmentos de hueso; húmero" |                                                       |                                                       |
| Labocania                                             | L. anomalía                                           |                                                       |                                                       | "Cráneo y postcráneo muy fragmentados". |                                                       |                                                       |
| Lambeosaurinae                                        | Indeterminado                                         |                                                       |                                                       | "Isquion izquierdo y fragmento de ilion izquierdo, yugal derecho, dentario, fragmento radial, fragmento de escápula, cúbito y peroné, húmero, falange ungual pedal". | Probablemente pertenece a un solo taxón.              |                                                       |